# ルイーズ・ド・ブルボン＝ソワソン

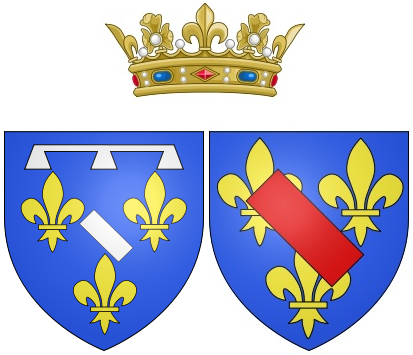
ロングヴィル公妃としてのルイーズの紋章

ルイーズ・ド・ブルボン＝ソワソン（フランス語：Louise de Bourbon-Soissons, 1603年2月2日 - 1637年9月9日）は、ロングヴィル公アンリ2世の妃。マリー・ド・ヌムールの母。

## 生涯
ルイーズはソワソン伯シャルル・ド・ブルボンとアンヌ・ド・モンタフィエの長女として生まれ、ソワソン伯ルイやカリニャーノ公トンマーゾ・フランチェスコ妃マリーの姉にあたる。大叔母でオラニエ公妃であったエレオノールの庇護下に置かれ、フォントヴロー修道院で育った。
ルイーズは1617年4月10日にパリにおいてロングヴィル公アンリ2世と結婚した。夫妻の父親はいずれもロトラン侯フランソワ・ドルレアン＝ロングヴィルの孫であった。2人の間には3子が生まれたが、1女のみ成人した。1637年に死去し、夫アンリ2世は大コンデの姉アンヌ・ジュヌヴィエーヴ・ド・ブルボン＝コンデと再婚した。

## 子女
- マリー（1625年 - 1707年） - ヌムール公アンリ2世と結婚
- ルイーズ（1626年 - 1628年）
- 子（1634年）